# 福原力也
福原 力也（ふくはら りきや、1978年12月18日 - ）は、日本の元プロボクサー。千葉県出身。第30代日本スーパーバンタム級王者。ワタナベボクシングジム所属。入場テーマ曲はLinkin Parkの「Numb」。

## 来歴
2000年6月27日、21歳の時にスーパーバンタム級でプロデビュー、初回TKO勝ちを収めた。
2001年9月28日、東日本スーパーバンタム級新人王トーナメント準決勝で望月義将（大橋）と対戦し、判定で引き分けたが望月の優勢勝ちとなり敗退した。
2004年1月21日、元日本フェザー級王者の雄二・ゴメス（八王子中屋）に8回KO勝ちを収めた。この試合後、福原は日本ランクを獲得、雄二・ゴメスは3年半近くリングを去ることになった。
2005年2月19日、日本スーパーバンタム級1位として4位小田島務（新日本仙台）との日本ランカー対決で8回TKO勝ちを収めた。
2005年9月22日、日本スーパーバンタム級王者木村章司（花形）を10回判定で下し、王座を獲得。
2006年2月11日、酒井俊光（三迫）と対戦し、8回TKO勝ちを収め初防衛に成功した。
2006年6月17日に行われた山中大輔（白井・具志堅）と対戦し、試合中に右腕を骨折。左手一本で戦う執念を見せたものの、9回TKO負けを喫し2度目の防衛に失敗、王座から陥落した。
2007年3月3日、約9か月ぶりとなった復帰戦では、1階級上げてフェザー級に転向。ブランクを感じさせない動きで、3回KO勝ちを収めた。
2007年12月8日、高山和徳（船橋ドラゴン）とのフェザー級8回戦では試合中に古傷の右腕を骨折し、タオルが投げ込まれて4回KO負けを喫した。
2009年5月29日、小林生人（角海老宝石）との58.0kg契約8回戦に2回1分11秒TKO勝ちを収めた。
2009年8月13日、OPBFスーパーフェザー級5位で日本スーパーフェザー級1位の阪東ヒーロー（フォーラムスポーツ） とのスーパーフェザー級8回戦に3-0の判定勝ちを収め、12月16日までに復帰後3連勝（うち2KO）を上げた。
2010年5月17日、さいたまスーパーアリーナでOPBFスーパーフェザー級4位・日本同級1位として、OPBFフェザー級3位・フィリピンスーパーフェザー級1位のフェルナンド・オティックとスーパーフェザー級8回戦を行い、3-0の判定で4連勝となった。
2010年7月28日、後楽園ホールにて、WBA世界スーパーフェザー級11位としてヤコブス・エルーカ（インドネシア同級7位）とのスーパーフェザー級10回戦が予定されていた。元々OPBF同級王者川村貢治が同1位グレグ・イーディー（オーストラリア）と対戦予定だったが、川村が眼疾でタイトルを返上し、イーディーと福原による王座決定戦となるはずだったものの、イーディーが怪我により試合を行えなくなった経緯がある。ところが、そのエルーカもまた負傷による棄権をしたために試合は中止となり、この日の福原は当日午後に連絡を受けたという内山高志と2分3Rの特別スパーリングを披露した。
2010年9月20日、さいたまスーパーアリーナ・コミュニティアリーナで行われたダブル世界戦の前座でWBOユース王者でOPBF3位のアラン・タナダ（フィリピン）と東洋太平洋スーパーフェザー級王座決定戦を行い、3回に2度のダウンを奪われた後に連打を喰らったところでレフェリーが試合を止め、TKO負けで王座獲得に失敗した。
2011年1月31日、東京・有明コロシアムにて、岡田誠一（大橋）と日本スーパーフェザー級王座決定戦を行うも1-2(96-95、2者が95-96)の僅差判定負けを喫した。
2011年8月6日、元WBA世界スーパーバンタム級王者の李冽理（横浜光）とフェザー級10回戦を行うも5回TKO負けを喫した。
2012年10月2日、細野悟（大橋）とノンタイトル10回戦を行い、積極的に出て序盤を先制したが
4回あたりから強烈なボディを入れられ動きを鈍り、中盤あたりから相手にペースを握られ7回には連打に耐え切れずロープを背にしたままのダウン。最後はセコンドがタオルを投入し、7回TKO負けを喫した。
2013年6月21日、伊藤 圭太（花形）とノンタイトル8回戦を行い、4回2分46秒TKO勝ちを収めた。
2013年12月18日、元日本スーパーバンタム級王者芹江匡晋と56.2kg契約体重で対戦。ダウンの応酬の末、3対0の判定で勝ちを収めた。
2014年5月3日、ハデレス・パドゥア（フィリピン）と125ポンド契約8回戦を行い、初回1分12秒KO勝ちを収めた。
2014年10月24日、ティエンダン・マノプルンロット（タイ）とノンタイトル8回戦を行い、2回1分52秒KO勝ちを収めた。
2015年3月5日、日本フェザー級王者細野悟（大橋）と対戦し、0-3（91-98、92-98、94-95）の判定負けを喫し2階級制覇に失敗した。
2016年12月19日、後楽園ホールで引退試合としてアルビン・バイス（フィリピン）と対戦し、2回39秒KO勝ちを収めた。

## 獲得タイトル
- 第30代日本スーパーバンタム級王座（防衛1）